# Friedrich August Genth

Friedrich August Genth

Friedrich August Ludwig Karl Wilhelm Genth (* 16. Mai 1820 in Wächtersbach; † 2. Februar 1893 in Philadelphia) war ein deutsch-amerikanischer Chemiker und Mineraloge.

## Leben und Werdegang
Friedrich August Genth wurde als Sohn des gräflich Isenburgischen Forstmeisters Georg Friedrich Genth und seiner Frau Caroline Amalie Genth, geborene von Schwarzenau, in Wächtersbach geboren. Dort wuchs er auf. Ab 1830 besuchte er die örtliche Lateinschule. Sein Abitur legte Genth am Gymnasium in Hanau ab. Schon früh erkannte sein Vater das Talent seines Sohnes für die Naturwissenschaften „… mit exakten Beobachtungen und Beschreibungen …“
Er studierte zunächst an der Universität Heidelberg Philosophie. Aus dieser Zeit stammen seine ersten Fundbeschreibungen zur Geologie des Mainzer Beckens, die später eine wichtige Rolle bei der Rekonstruktion des erdgeschichtlichen Ablaufs und des Werdeganges der Region hatten. Im August 1841 wechselte Genth zur Universität Gießen. Dort wirkten in der in dieser Zeit die Chemiker Justus von Liebig und Carl Remigius Fresenius, die sicherlich seinen weiteren Lebensweg mit beeinflussten. Von Gießen wechselte Genth nach Marburg, wo er Schüler von Robert Wilhelm Bunsen wurde. Im Januar 1845 promovierte er zum Dr. phil. mit einer Dissertation über Kupferschiefererze. Er wurde zunächst Assistent bei Bunsen und dann, nach der Habilitation am 5. September 1846 Privatdozent an der Uni Marburg. Im Sommer des Revolutionsjahres 1848 wanderte Genth, mit seiner Lebenspartnerin Caroline Jäger, der Tochter des Marburger Bibliotheksdirektors Wilhelm Jäger in die USA aus. Die damalige politische Unsicherheit mag einer der Gründe für diesen Schritt gewesen sein. Am 2. Oktober 1852 heiratete er Minna Pauline Fischer († 31. August 1878 in Philadelphia). Aus der Ehe gingen 9 Kinder hervor, von denen 6 das Erwachsenenalter erreichten. Genth starb 1893 in Philadelphia (USA).

## Wirken
In Philadelphia gründete Genth bald eines der ersten chemisch analytischen Laboratorien. Danach war er kurzzeitig Superintendent einer Silbermine in North Carolina. 1850 kehrte er nach Philadelphia zurück und eröffnete erneut sein Labor. Neben der Abwicklung kommerzieller chemischer Analysen entwickelte Genth hier die noch in ihren Anfängen steckende chemische Analytik der Mineralogie weiter. Darüber hinaus bildete er private Studenten aus. In diese Zeit fällt auch die Entdeckung eines zweikernigen Ammin-Komplexes, die ihm gemeinsam mit dem amerikanischen Chemiker und begeisterten Mineralogen Oliver Wolcott Gibbs gelang.
1872 wurde er Professor für Chemie und Mineralogie an der University of Pennsylvania, zwei Jahre später Geologe beim Geological Survey, sowie 1877 Chemiker am Board of Agriculture. 1880 wurde er Präsident der American Chemical Society. Im Frühling 1888 nahm er den Unterricht am Privatlaboratorium wieder auf.
Genth entwickelte eine große Leidenschaft für Minerale und sammelte oder erwarb im Laufe seines Lebens fast 12.000 Mineral- und 70 Meteoritenstücke. Seine Sammlung bildet einen wesentlichen Teil der geologischen Sammlung der Universität von Pennsylvania. Er entdeckte und beschrieb 23 neue Minerale, so unter anderem den Calaverit (1868), Cosalit (1868), Schirmerit (1874, diskreditiert 2008), Coloradoit (1877), Phosphuranylit (1879), Lansfordit (1888), Nesquehonit (zusammen mit Penfield 1890) und Aguilarit (1891).

## Ehrungen
- 1872 wurde Friedrich August Genth in die National Academy of Sciences gewählt,[1] 1875 in die American Academy of Arts and Sciences.[6]
- Zwei neuentdeckte Minerale wurden nach ihm benannt, der Genthit (1840, mit Anerkennung der CNMNC umbenannt in Antigorit[7]) und der Genthelvin (1944)[8].
- Die kooperative Gesamtschule seiner Heimatstadt Wächtersbach ist (seit dem 17. Juni 1997) nach ihm benannt[9]